# 정평로
정평로(Jeongpyeong-ro)는 경기도 용인시 수지구 풍덕천동 풍덕고교사거리에서 대한민국 경기도 용인시 수지구 풍덕천동 동보A삼거리을 잇는 도로다.

## 주요 경유지
경기도
- 용인시 수지구 (풍덕천동)

## 노선
| 이름             | 접속 노선                | 소재지 | 소재지 | 비고 |
| ---------------- | ------------------------ | ------ | ------ | ---- |
| 풍덕고교사거리   | 국도 제43호선 (포은대로) | 용인시 | 수지구 |      |
| 정평중학교사거리 | 풍덕천로                 | 용인시 | 수지구 |      |
| 신촌2교          |                          | 용인시 | 수지구 |      |
| 정평초교삼거리   |                          | 용인시 | 수지구 |      |
| 한성.한국A사거리 | 수지로296번길            | 용인시 | 수지구 |      |
| 현대A사거리      | 문정로                   | 용인시 | 수지구 |      |
| 동보A사거리      | 수지로342번길            | 용인시 | 수지구 |      |

## 주요 건물및 시설
- CU 수지현대점 (정평로 16/풍덕천동 1112)
- 정평초등학교 (정평로 64/풍덕천동 1058)
- 파리바게뜨 수지상록점 (정평로 74/풍덕천동 1060)
- CU 수지주공점 (정평로 88/풍덕천동 1065-1)
- 파리바게뜨 용인수지점 (정평로 132/풍덕천동 706)
- 농협 수지농협 토월지점 (정평로 134/풍덕천동 706-1)
- SK텔레콤 ACT대리점 풍덕본점 (정평로 140/풍덕천동 705)